# Jack Falls (Dominica)
Jack Falls ist einer der größten Wasserfälle auf der Karibikinsel Dominica.
Der Wasserfall liegt im Parish Saint Patrick, an einem Quellfluss des Rivière Jack.